# Пандазий
Пандазий е български болярин, логотет при цар Иван Александър, управлявал от 1331 до 1371 г.
Имал извънредно висока длъжност в царския дворец – началник на канцеларията или пръв министър, който се занимава с най-важните държавни дела. Пандазий ръководел събранията на синклита (болярския съвет), аудиенциите, приемал чужди пратеници.
Влиянието му в двора било огромно и с него се съобразявали всички царски чиновници.